# Завод азотної хімії у Дампірі
Завод азотної хімії у Дампірі — виробничий майданчик на північному заході Австралії. Наразі відомий як завод Yara Pilbara.
Хімічний комплекс розташований на півострові Бурруп дещо північніше від Дампіру, лише за три кілометри від газопереробного заводу Каррата. Саме з огляду на ресурс природного газу в 2006 році ввели в дію завод аміаку, здатний щорічно продукувати 840 тисяч тонн цього продукту.
Проєкт реалізували через Burrup Holdings Limited (BHL), який на момент запуску заводу належав бізнесмену індійського походження Pankaj Oswal (65 %) та норвезькому виробнику добрив Yara (35 %). За кілька років між власниками виникли суперечки щодо підходів Pankaj Oswal  до управління фінансами, що потягнуло за собою судові розгляди та примусовий продаж акцій, що рахувались за Pankaj Oswal (який, втім, зміг у підсумку відсудити чималу компенсацію в банку, що провадив продаж). При цьому в 2012 та 2015 роках Yara докупив 16 % та 49 % акцій відповідно та став одноосібним власником BHL, який переменували на Yara Pilbara Holdings.
Первісно аміак у повному обсязі відправляли на експорт через порт Дампір. З 2016-го частину аміаку споживає розташований поруч завод промислового нітрату амонію (продукт реакції аміаку та нітратної кислоти, яку також отримують на основі аміаку). Він має потужність 330 тисяч тонн на рік та споруджений Yara Pilbara Nitrates Pty Ltd (YPNPL), засновниками якої на момент запуску були Yara та австралійська хімічна компанія Orica (по 50 %). Вибір такого похідного виробництва пояснюється тим, що потужна гірничодобувна промисловість Австралії споживає великі обсяги вибухівки.